# Psychiatrická klinika 1. lékařské fakulty UK a VFN
Psychiatrická klinika u sv. Kateřiny v Praze je klinika 1. lékařské fakulty Univerzity Karlovy a Všeobecné fakultní nemocnice, historicky nejstarší psychiatrickou klinikou v Českých zemích. Nachází se v ulici Ke Karlovu 11 v Praze 2 – Novém Městě. Přednostou kliniky je doc. MUDr. Martin Anders, Ph.D.

## Historie instituce
Dne 19. března 1783 vydal císař Josef II. dekret na zřízení oddělení pro duševně choré při nemocnici Milosrdných bratří na Starém Městě v Praze.
V roce 1789 byl na Karlově zřízen nový starobinec pro duševně choré.
Při své návštěvě Prahy v roce 1786 Josef II. poukázal na málo využitou budovu novoměstského ústavu šlechtičen u sv. Andělů na tehdejším Dobytčím trhu. První samostatný ústav pro duševně choré v Praze vznikl 1. listopadu 1790 v budově na nádvoří Všeobecné nemocnice. Funkci primáře ústavu tehdy vykonával ředitel nemocnice. V letech 1806–1826 zde působil dr. Jan Theobald Held, který pozvedl úroveň péče o duševně nemocné.

### Současnost
V současné budově někdejšího kláštera augustiniánek u kostela sv. Kateřiny, sloužícího v té době jako kasárna, byl kolem roku 1820 vybudován nový ústav pro choromyslné a v roce 1826 byla budova zakoupena. Prvním primářem ústavu byl prof. Karel Damián von Schroff. Jednou z budov kliniky je také barokní budvoa paláce Voračických z Paběnic.
Klinika má pět lůžkových oddělení a nabízí i integrovanou denní léčbu. V roce 2000 byla přistavěna část s centrem denní péče pro mladé lidi.
Horká linka kliniky, založená v roce 1964, byla první svého druhu v Evropě.

## Osobnosti
Mezi lékaři působícími na klinice bylo mnoho významných osobností, např.:
- Jan Theobald Held
- Karel Damián Schroff
- Benjamin Čumpelík
- Jan Dobiáš
- Antonín Heveroch
- Jan Janský
- František Köstel
- Karel Kuffner
- Jan Mečíř
- Zdeněk Mysliveček
- Jiří Raboch
- Jaroslav Skála
- Vladimír Vondráček
- Petr Zvolský [4]
- Radek Ptáček